# Білковата
Білковата (пол. Belkowaty) — лісовий потік в Україні, у Тисменицькому районі Івано-Франківської області, в Галичині. Правий доплив Луквиці, (басейн Дністра).

## Опис
Довжина потоку приблизно 5,31 км, найкоротша відстань між витоком і гирлом — 4,62  км, коефіцієнт звивистості потоку — 1,15 . Потік тече у Передкарпатській горбистій рівнині.

## Розташування
Бере початок на північно-західній стороні від безіменної висоти (402,5 м) в урочищі Чорний Ліс. Тече переважно на північний схід через мішаний ліс, через Нову Гуту і у селі Майдан впадає у річку Луквицю, праву притоку Лукви.

## Цікавий факт
- На правому березі потоку у селі Нова Гута розташований Страйкбольний клуб Локація Ценжів[4].
- У селі Майдан на правому березі потоку проходить автошлях Н10[2].
- У селі Нова Гута річку перетинає залізниця Івано-Франківськ — Стрий.